# Філіпп Сюдр Дартігенав
Філіпп Сюдр Дартігенав (6 квітня 1863 — 26 липня 1926) — гаїтянський політичний діяч, президент Гаїті у 1915–1922 роках. Його прихід до влади збігся з початком американської окупації Гаїті, яка почалась після усунення від влади та вбивства президента Сана.